# Beerbongs & Bentleys
《Beerbongs & Bentleys》는 래퍼 포스트 말론 (post malone)의 정규 2집이다.